# Illa (Burkina Faso)
Pour les articles homonymes, voir Illa.
Illa est une commune située dans le département de Barani de la province de Kossi au Burkina Faso.